# Peter Grevenberg
Peter Grevenberg (4. Januar 1824 in Köln – 5. Januar 1890 ebenda) war ein deutscher Opernsänger (Tenor) und Theaterintendant.

## Leben
Grevenberg war ein bekannter Spiel- und Heldentenor. Er war in Oldenburg, Stettin, Aachen, Lübeck, Augsburg, Köln, Mannheim etc. engagiert. In den 1870er Jahren arbeitete er auch als Theaterdirektor.
Verheiratet war er mit der Opernsängerin Wilhelmine Grevenberg-Langheinz. Seine Kinder waren die Schauspieler Auguste Prasch-Grevenberg und der Theaterschauspieler Julius Grevenberg. Rolf Prasch, der Sohn seiner Tochter, war ein Schauspieler, Theaterintendant und Theaterregisseur.